# Polist'
Il Polist' è un fiume della Russia europea occidentale (oblast' di Pskov e Novgorod), tributario di sinistra del Lovat'.
Ha origine dal lago Polisto, nella parte orientale della oblast' di Pskov; scorre con direzione mediamente nord-nordest su tutto il percorso, attraverso una zona forestale e spesso paludosa nella oblast' di Novgorod, sfociando successivamente nel basso corso del Lovat' a 15 km dalla foce, alcuni chilometri a valle della città di Staraja Russa. Ha una lunghezza di 176 km; l'area del suo bacino è di 3 630 km². Il suo maggior affluente è il Porus'ja (lungo 142 km).
Il Polist' è gelato, mediamente, da fine novembre ai primi di aprile; nei rimanenti mesi, è navigabile a valle di Staraja Russa e viene utilizzato per la fluitazione del legname.